# Perplexisaurus
Genre
Espèces de rang inférieur
- † P. foveatus
- † P. lepusculus

Perplexisaurus est un genre éteint de thérapsides du groupe des thérocéphales. Il vivait durant le Permien moyen et supérieur en Russie européenne.

## Historique
Perplexisaurus foveatus a été décrit par Leonid Tatarinov en 1997, sur la base de fossiles découverts dans le membre de Vanyushonki de la formation Urpalov. Une deuxième espèce rattachée à ce genre a été décrite en 2011.

## Liste des espèces
- Perplexisaurus foveatus, Leonid Tatarinov, 1997 : Russie d'Europe
- Perplexisaurus lepusculus, Mikhail F. Ivakhnenko, 2011 : Russie d'Europe[1]

## Synonyme?
Paleobiology Database, en 2022, indique que ce taxon a un synonyme : Chlynovia.